# Haldibari
Haldibari (nep. हल्दिवारी) – gaun wikas samiti we wschodniej części Nepalu w strefie Meći w dystrykcie Jhapa. Według nepalskiego spisu powszechnego z 2001 roku liczył on 1376 gospodarstw domowych i 7511 mieszkańców (3773 kobiet i 3738 mężczyzn).